# Bojalodiplosis arbocarpis
Bojalodiplosis arbocarpis är en tvåvingeart som beskrevs av Fedotova 1985. Bojalodiplosis arbocarpis ingår i släktet Bojalodiplosis och familjen gallmyggor.
Artens utbredningsområde är Kazakstan. Inga underarter finns listade i Catalogue of Life.